# 崔儀 (弘治進士)
崔儀（1458年—？），字虞鳳，福建興化府莆田縣人，軍籍，明朝政治人物。

## 生平
成化二十二年（1486年）丙午科福建鄉試第二名舉人。弘治三年（1490年）中式庚戌科會試第十六名，二甲第二十一名進士。

## 家族
曾祖崔建；祖父崔永泰；父崔邦爵，母陳氏；繼母陳氏；繼母翁氏。重庆下。